# سوني إكسبيريا C5
سوني إكسبيريا C5 هاتف من إنتاج شركة سوني موبايل مصمم بحجم شاشة 6.0 بوصه و 2 كاميرا 13 ميجابيكسيل فائقة الوضوح.